# Alberto Belsué
Alberto Belsué Arias (Saragozza, 2 marzo 1968) è un ex calciatore spagnolo, di ruolo difensore.

## Palmarès

### Club

#### Competizioni nazionali
- Coppa di Spagna: 1

Real Saragozza: 1993-1994

#### Competizioni internazionali
- Coppa delle Coppe: 1

Real Saragozza: 1994-1995